# J. C. Trewin
John Courtenay Trewin OBE (* 4. Dezember 1908 in Plymouth; † 16. Februar 1990) war ein britischer Journalist und Theaterkritiker.

## Leben
Trewin wurde in Plymouth, Devon, geboren, obwohl seine Eltern beide aus Cornwall stammten. Er besuchte das Plymouth College und begann 1926 als junger Reporter beim Western Independent. Im Jahr 1932 zog er nach London zur Morning Post und wechselte 1937 zum Observer. Bei dieser Zeitung war er mehr als 60 Jahre lang als Theaterkritiker tätig. Außerdem schrieb er eine Theaterkolumne für The Listener (1951–1957) und verfasste regelmäßig Beiträge für Punch (1944–1945), John O'London's Weekly (1945–1954), The Sketch (1947–1959), die Illustrated London News (1947–1988), The Lady (ab 1949) und die Birmingham Post. Ebenso verfasste er Beiträge für Shakespeare Quarterly.
In seinen 1952 bei Elek Books, New York, erschienenen Memoiren A Play Tonight bespricht er unter anderem die Wiederaufnahme der York Mystery Plays im Juni 1951, die dort zum ersten Mal seit 1570 während des York Festival im Rahmen des Festival of Britain aufgeführt wurden. Paul Scofield (1956) war eine illustrierte Studie über das Werk des Schauspielers, ebenso wie John Neville (1961) über sein Werk.
1981 wurde er für seine Verdienste um das Theater zum „Officer of the Order of the British Empire“ (OBE) ernannt. George Geckle nannte ihn 1988 "the man generally acknowledged to be England’s best theatre critic."
Er heiratete 1938 Wendy Monk (1915–2000), ebenfalls eine Kritikerin. Das Paar hatte zwei Söhne, Mark Antony Trewin und Ion Trewin (der schließlich ab 2006 der Verwalter des Man Booker Prize wurde).
Von 2000 bis 2015 wurde der John and Wendy Trewin Award For Best Shakespearian Performance vom Critics’ Circle in Erinnerung an Trewin und seine Frau verliehen. Im Jahr 2016, nach dem Tod ihres Sohnes Ion, wurde der Preis in Trewin Award For Best Shakespearian Performance umbenannt. Die erste Preisträgerin war Dame Judi Dench.
Ein Teil des Nachlasses von Trewins befindet sich im Harry Ransom Center der University of Texas at Austin, der andere an der Bibliothek der University of Reading.

## Bücher (in Auswahl)
- 1948: The English theatre
- 1950: The Story of Stratford upon Avon
- 1951: Drama: 1945–1950
- 1951: The Theatre since 1900
- 1952: In Praise of the theatre: An anthology of enjoyment
- 1953: Dramatists of today
- 1956: Verse drama since 1800
- 1957: The Night has been unruly
- 1958: The gay Twenties: A decade of the theatre
- 1960: The turbulent Thirties: A further decade of the theatre
- 1963: The Birmingham Repertory Theatre 1913–1963
- 1964: Shakespeare on the English stage: 1900–1964; a survey of productions
- 1965: Drama in Britain, 1951–1964
- 1968: The pomping Folk in the nineteenth-century theatre
- 1971: Peter Brook: a biography
- 1976: The Edwardian theatre
- 1978: Going to Shakespeare